# Hispano Aviación HA-100 Triana
L'Hispano Aviación HA-100 Triana era un monomotore da addestramento ad ala bassa realizzato dall'azienda aeronautica spagnola Hispano Aviación negli anni cinquanta e rimasto allo stadio di prototipo.
Progettato dall'ingegnere aeronautico tedesco Willy Messerschmitt fu il velivolo che per primo segnò la collaborazione tra l'ex direttore e progettista della Messerschmitt e l'azienda spagnola che ne aveva prodotto su licenza il caccia Bf 109.

## Storia del progetto
Nel giugno 1951 il Ministerio del Aire de España emise una specifica per la fornitura di un nuovo velivolo da assegnare ai reparti di addestramento dell'Ejército del Aire che potesse sostituire gli Hispano-Suiza HS-42 ed Hispano Aviación HA-43 nella formazione dei suoi piloti. Al concorso decise di partecipare la Hispano Aviación affidando la progettazione ad una società esterna, la Oficina Técnica Prof. Messerschmitt che il progettista tedesco Willy Messerschmitt aveva deciso di aprire in Spagna a causa del divieto dello sviluppo autoctono dell'aviazione postbellica imposto alla Germania al termine della seconda guerra mondiale.  Il disegno, il primo sviluppato da Messerschmitt dopo il termine del conflitto, sarebbe poi stato fornito alla Hispano Aviación che avrebbe provveduto a costruirne il prototipo presso il suo stabilimento di Siviglia, esattamente nel quartiere cittadino di Triana che venne citato nella designazione ufficiale del velivolo.
Messerschmitt, che svolse il lavoro di progettazione principalmente a Siviglia ma anche a Monaco di Baviera, iniziò a disegnare il nuovo velivolo nel dicembre 1951 ma dovette affrontare, fin dall'inizio della fase di sviluppo, problemi sempre maggiori a causa delle difficoltà nell'acquisto di molti elementi costruttivi e componenti del velivolo, principalmente il motore e l'impianto di raffreddamento, parti del carrello di atterraggio, strumenti e componenti standard.
L'HA-100 Triana, come era stato designato il velivolo, venne progettato per poter essere in grado di gestire due attività: la formazione degli allievi di primo livello, equipaggiandolo con un motore radiale da 450 CV (330 kW]), e la formazione dei piloti ad uno stadio avanzato, per il quale il motore avrebbe avuto una potenza superiore pari a 900 CV (590 kW). Esternamente le due versioni avrebbero differito solo nel supporto per il motore. La velocità massima raggiungibile per la versione da addestramento basico era di 387 km/h, mentre per la seconda versione questa era accreditata di 478 km/h. Il Triana avrebbe quindi potuto essere utilizzabile non solo per formare piloti comuni, ma anche per la formazione preliminare dei piloti da caccia, per la quale era equipaggiato con una coppia di mitragliatrici fisse in caccia o una fotomitragliatrice. Inoltre il Triana, opportunamente equipaggiato, sarebbe stato utile anche per addestrare i piloti dei cacciabombardieri.
La costruzione del prototipo subì dei ritardi sulla tabella prevista in quanto alla Hispano Aviación non erano presenti strutture per le prove statiche e dinamiche e non poté essere completato che nel 1953. Per la sua motorizzazione ci si rivolse alla Empresia Nacional De Motores De Aviación S.A. (ENMASA) che avrebbe dovuto fornire il radiale Sirio da 450 CV (330 kW) ma che, a causa delle difficoltà con i rifornimenti, non era ancora disponibile e per questo si dovette utilizzare un motore più pesante, il Beta dello stesso produttore. Questo era uno sviluppo del sovietico Shvetsov ASh-25 (o M-25), il Wright R-1820 Cyclone 9 prodotto su licenza in Unione Sovietica che equipaggiava i Polikarpov I-15 "Chato" ed I-16 "Rata" della Fuerzas Aéreas de la República Española durante la guerra civile spagnola, e costruito a Barcellona durante il conflitto. Altri ritardi furono accumulati per il ritardo nell'ottenere la certificazione al volo con il nuovo motore e nella fornitura di componenti per la sua costruzione, come ad esempio le ruote del carrello d'atterraggio, provenienti dal Regno Unito.
Tuttavia, pur nelle difficoltà incontrate, l'HA-100-E1 riuscì ad essere portato in volo per la prima volta dal pilota collaudatore Rafael Lorenzo Vellido, un istruttore della Escuela Militar de Aviación, il 10 dicembre 1953, solamente 26 mesi dopo la firma del contratto per la costruzione di un prototipo. Durante le prove in volo i problemi incontrati nell'equipaggiare il velivolo con il motore Beta suggerirono la sua sostituzione, nel secondo prototipo HA-100F, con un radiale Wright R-1300 Cyclone 7 da 800 hp (596 kW), quest'ultimo portato in volo nel febbraio 1955. I buoni risultati ottenuti non poterono però essere concretizzati in quanto mancavano le risorse economiche per acquistare i motori statunitensi. Pur avendo ottenuto una commessa per 40 esemplari, che secondo le convenzioni dell'aviazione militare spagnola assunsero la designazione E.12, nel 1956 il governo spagnolo annullò l'ordine per formalizzare l'acquisto degli statunitensi North American T-28A Trojan. La produzione venne quindi arrestata e le cellule già realizzate vennero smantellate ed in parte riutilizzate per la costruzione del successivo Hispano Aviación HA-200 Saeta che avevano in comune, oltre a particolari minori, ali ed impennaggio.

## Tecnica
L'HA-100 Triana era un velivolo di costruzione interamente metallica dall'aspetto convenzionale che ricalcava le caratteristiche salienti dei pari ruolo dello stesso periodo, monomotore monoplano ad ala bassa con carrello retrattile.
La fusoliera a sezione circolare era caratterizzata da un abitacolo a due posti in tandem dotato di doppi comandi chiuso da un lungo tettuccio apribile a scorrimento. Posteriormente terminava in un impennaggio cruciforme monoderiva con piani orizzontali montati a sbalzo.
La configurazione alare era monoplana, con l'ala montata a sbalzo bassa sulla fusoliera, realizzata in due semiali con struttura monolongherone dotate di alettoni a fessura che Messerschmitt aveva già utilizzati con buoni risultati nei suoi precedenti modelli e che potevano essere attuati manualmente attraverso un semplice dispositivo cinematico.
Il carrello d'atterraggio era di tipo triciclo anteriore, completamente retraibile ed azionato da un circuito idraulico, quello principale nell'ala con movimento delle due gambe di forza verso l'interno, quello anteriore con movimento retrogrado.
La propulsione era affidata ad un motore radiale, che variò di modello nei due prototipi senza adottare quello precedentemente stabilito ma che manteneva l'identica collocazione all'apice anteriore della fusoliera e racchiuso in una cappottatura metallica composta di soli quattro parti ed ermetica per evitare l'accumulo di sporcizia inglobata dall'apertura anteriore.

## Versioni
HA-110
versione prevista, addestratore basico equipaggiato con un motore radiale ENMASA Sirio da 450 CV (336 kW), non costruito.
HA-100E-1
addestratore basico, il prototipo volò equipaggiato con un radiale ENMASA Beta da 755 CV (555 kW), realizzato in un solo esemplare.
HA-100F-1
addestratore avanzato, equipaggiato con un radiale Wright R-1300 da 800 hp (596 kW) ed equipaggiamento bellico in rack subalari opzionale, realizzato in un solo esemplare.

## Utilizzatori
Spagna
- Ejército del Aire